# Jazz-funk
Jazz-funk – podgatunek muzyki jazzowej i funkowej.

## Charakterystyka
Jazz-funk charakteryzuje się wyrazistą, mocną grą sekcji rytmicznej (zwaną potocznie groovem), obecnością elektrycznych instrumentów, w tym syntezatorów. Połączenie elementów funkowych, soulowych oraz rhythm'n'bluesowych z jazzem prowadziło do powstania gatunku o rozległej charakterystyce - od nacisku na intensywną jazzową improwizacją, aż do soulu, funku czy disco, zawierającego wyraźną jazzową aranżację, akordy, improwizację, a czasem również i soulowy śpiew.

## Historia
Jazz-funk najintensywniej rozwijał się w Stanach Zjednoczonych w latach '70, gdzie zarówno artyści jazzowi inkorporowali do swojej muzyki elementy funkowe (Cannonball Adderley, Roy Ayers, Miles Davis, Herbie Hancock, Herbie Mann, The Jazz Crusader, Eumir Deodato), jak i przedstawiciele sceny soul i funk wzbogacali muzykę o wyraziste elementy jazzowe i improwizację (Earth, Wind & Fire, Graham Central Station). Równolegle i niezależnie od USA, jazz-funk rozwijał się także w praktycznie całej Europie, choć tu najczęściej przyjmował formę prostego od strony rytmicznej połączenia jazzu z rhythm'n'bluesem. Polskie przykłady mariażu jazzu z szeroko pojętą muzyką taneczną dokumentuje składanka zatytułowana "Polish Funk".
Początki muzyki jazz-funkowej przypadają na późne lata '60, a przyczyn jej rozwoju można upatrywać przede wszystkim w rozwoju muzyki popularnej i zdobyciu sławy przez takich artystów jak James Brown czy Sly and the Family Stone. Początkowo muzycy jazzowi nie chcieli łączyć jazzu z innymi gatunkami. Na przełomie dekad zaczęło się jednak pojawiać coraz więcej płyt brukujących drogę dla jazz-funku, a prawdziwym kamieniem milowym stał się album "Headhunters" Herbiego Hancocka, a zwłaszcza utwór "Chameleon", o rozpoznawalnej linii basowej. "Headhunters" błyskawicznie uzyskało status złotej płyty, a do 1992 roku było najlepiej sprzedającym się albumem jazzowym w historii. Warto zwrócić uwagę, że często muzyka jazz-funkowa łączyła się z nurtem fusion, czego zresztą przykładem jest wspomniane "Headhunters".
Rozwój tego podgatunku muzyki szybko przyniósł jej także i przeciwników, zarzucających spłycanie muzyki i skupianie się na popowych elementach. W latach '70 Polsce, gdzie termin jazz-funku przeważnie nie funkcjonował, używano wprost określenia "muzyka komercyjna", choć pozbawionego dzisiejszego, mocno negatywnego znaczenia. Przełom lat '70 i '80 przyniósł największe odejście od jazzowych korzeni, co dla wielu muzyków stało się powodem całkowitego odejścia od jazz-funku czy fusion, i powrotu do grania jazzowej muzyki akustycznej. Powrót jazz-funku przyniosły lata '90, a do utworów najczęściej dodawane były elementy charakterystyczne dla muzyki hip-hopowej.

## Przykładowi twórcy jazz-funku
- Herbie Hancock
- Roy Ayers
- Ronie Laws
- Charles Earland
- Brecker Bros
- Crusaders
- Przemysław Drewkowski
- Donald Byrd
- Miles Davis
- Lonnie Liston Smith
- Gil Scott-Heron
- Eumir Deodato
- Azymuth
- Hubert Laws
- Alphonse Mouzon
- Bill Summers
- Defunkt
- Jan Hammer
- Flora Purim & Airto Moreira
- Opa
- Stuff